# Indonesische Superliga
Die Indonesische Superliga ist eine Mannschaftsmeisterschaft im Badminton in Indonesien. 

## Geschichte
Obwohl Indonesien seit Jahrzehnten eine Weltmacht im Badminton ist, wurde über einen nationalen Superligawettbewerb erst seit 2003 nachgedacht. 2007 kam es dann zur Premierenauflage des Wettbewerbs. Es werden Titelkämpfe getrennt für Damen- und Herrenmannschaften ausgetragen. Geschuldet ist die späte Einführung der Mannschaftswettkämpfe zum einen den weiten innerstaatlichen Entfernungen im Land, zum anderen auch den vielfältigen internationalen Verpflichtungen der indonesischen Badmintonelite. So wird der Wettbewerb auch nicht in mehreren Punktspielrunden ausgetragen, sondern kompakt in weniger als einer Woche. Teamwettkämpfe der einzelnen indonesischen Provinzen untereinander werden im Rahmen der nationalen Spiele schon seit 1948 ausgetragen. Dort sind jedoch im Gegensatz zur Superliga keine ausländischen Spieler startberechtigt.

## Die Sieger
| Saison    | Herrenteam             | Damenteam                |                   |
| --------- | ---------------------- | ------------------------ | ----------------- |
| 2007      | Suryanaga Gudang Garam | PB Tangkas               |                   |
| 2011      | PB SGS PLN Bandung     | PB Jayaraya Suryanaga    |                   |
| 2013      | PB Musica Champions    | PB Jayaraya Suryanaga    |                   |
| 2014      | PB Musica Champions    | PB Jayaraya Suryanaga    |                   |
| 2015      | PB Musica Champions    | PB Jayaraya Suryanaga    |                   |
| 2017      | PB Musica Champions    | Mutiara Cardinal Bandung |                   |
| 2019      | PB Djarum              | Mutiara Cardinal Bandung |                   |
| 2020 2024 | nicht ausgetragen      | nicht ausgetragen        | nicht ausgetragen |